# Мортагуа, Жуана
Жуана Родригеш Мортагуа (порт. Joana Rodrigues Mortágua; род. 24 июня 1986, Алвиту, Бежа, Португалия) — португальская политическая деятельница. Одна из самых известных лидеров Левого блока (Bloco de Esquerda), с 2015 года является депутатом Ассамблеи Португальской Республики, представляя Сетубал. Идеологически определяет себя как убеждённую марксистку.

## Семья и образование
Родилась 24 июня 1986 года в Алвиту (округ Бежа) в семье революционера-антифашиста Камилу Мортагуа, противника диктаторского режима «Нового государства», свергнутого Революцией гвоздик 1974 года. Её сестра-близнец Мариана Мортагуа также является депутатом Ассамблеи Республики от Лиссабона.
Жуана Мортагуа получила степень в области международных отношений со специализацией по Латинской Америке Высшего института социальных и политических наук (ISCSP) Лиссабонского университета.

## Политическая деятельность
Политическое участие Мортагуа началось в 15-летнем возрасте, когда она стала волонтёром Ассоциации за справедливость и мир (Associação Justiça e Paz) — базирующейся в Коимбре организации, которая защищает права человека, в частности женщин. В средней школе она была представителем учащихся в органах школьного самоуправления. Позже она принимала активное участие в различных студенческих движениях, в том числе в борьбе против Болонского процесса. Она работала в Фонде Эрнесто Ромы, занимающемся борьбой с диабетом.

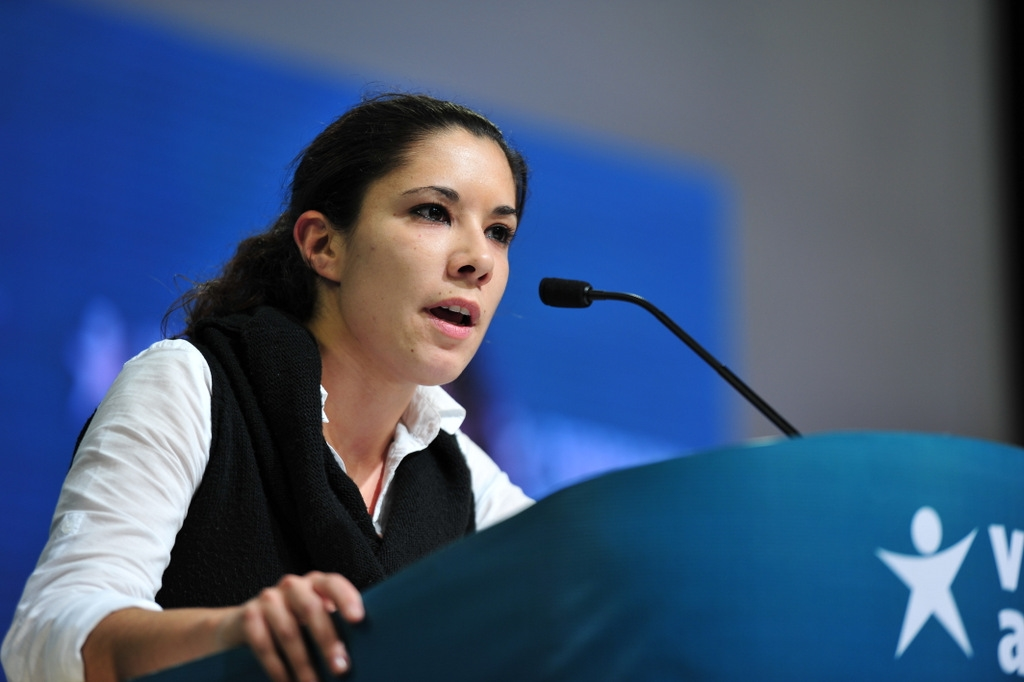
Жуана Мортагуа в 2012 году

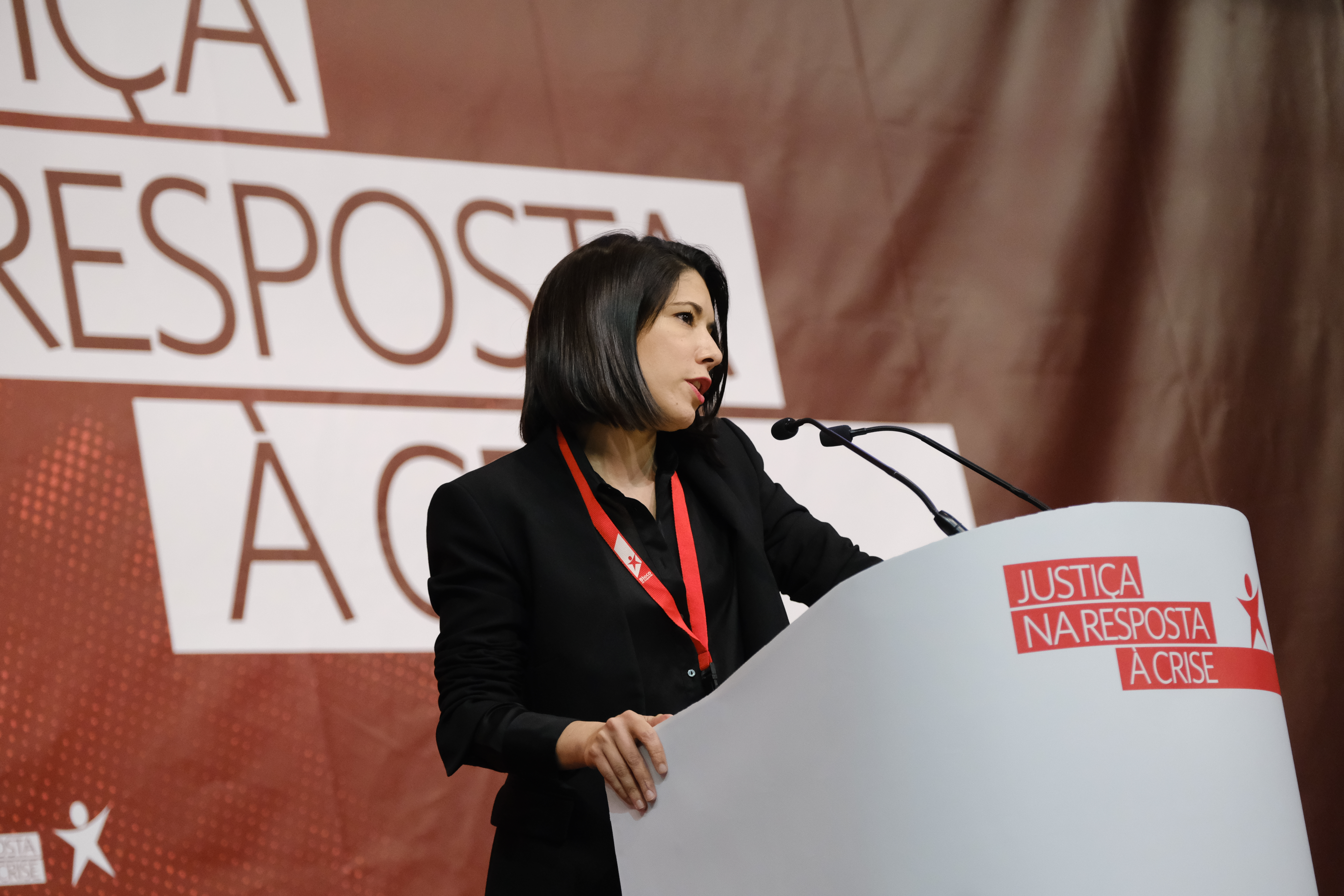
Жуана Мортагуа в 2021 году

Мортагуа вступила в Левый блок в возрасте 18 лет и принимала активное участие в кампании по декриминализации абортов. Внутри партии она с 2010 по 2015 год возглавляла одну из её составляющих — политической ассоциацию Народный демократический союз, ведущую свою историю от маоистской партии. Ныне Жуана Мортагуа входит в Национальный совет, Политическую комиссию и Национальный секретариат Левого блока. Она присоединилась к течению «Альтернативные левые», созданному Луишем Фазендой и Педру Филипе Суаришем, оказавшись таким образом на противоположном к своей сестре крыле партии.
Она возглавляла список кандидатов от Левого блока в избирательном округе Эвора на парламентских выборах 2009 года, но тогда не была избрана. На муниципальных выборах 2013 года она возглавила список кандидатов от Левого блока в муниципалитете Алмада, но смогла победить только в 2017 году и переизбраться в 2021 году.
На парламентских выборах 2015 года она была избрана депутатом от округа Сетубал, переизбрана в 2019 году и в январе 2022 года. Выборы 2022 года, объявленные досрочно премьер-министром Антониу Коштой после того, как Левый блок и Коммунистическая партия Португалии не поддержали его бюджет, принесли неутешительный результат для Левого блока, у которого из 19 депутатов в прежнем созыве осталось только пятеро, однако Мортагуа и её сестра, прошедшая по округу Лиссабона, свои мандаты сохранили.
В Ассамблее Республики Мортагуа координировала парламентскую группу Левого блока в Комитете по образованию, науке, молодёжи и спорту и входила в Комитет по труду и социальному обеспечению. В 2015 году она была членом переговорной группы, которая определила совместную позицию Левого блока и Социалистической партии Кошты, проложив путь к формированию социалистического правительства. Она также выступает одним из организаторов Движения демократической школы (Movimento Escola Democrática), отстаивающего расширение участия учащихся в принятии решений, в том числе насчёт содержания школьной программы.

## Примечания

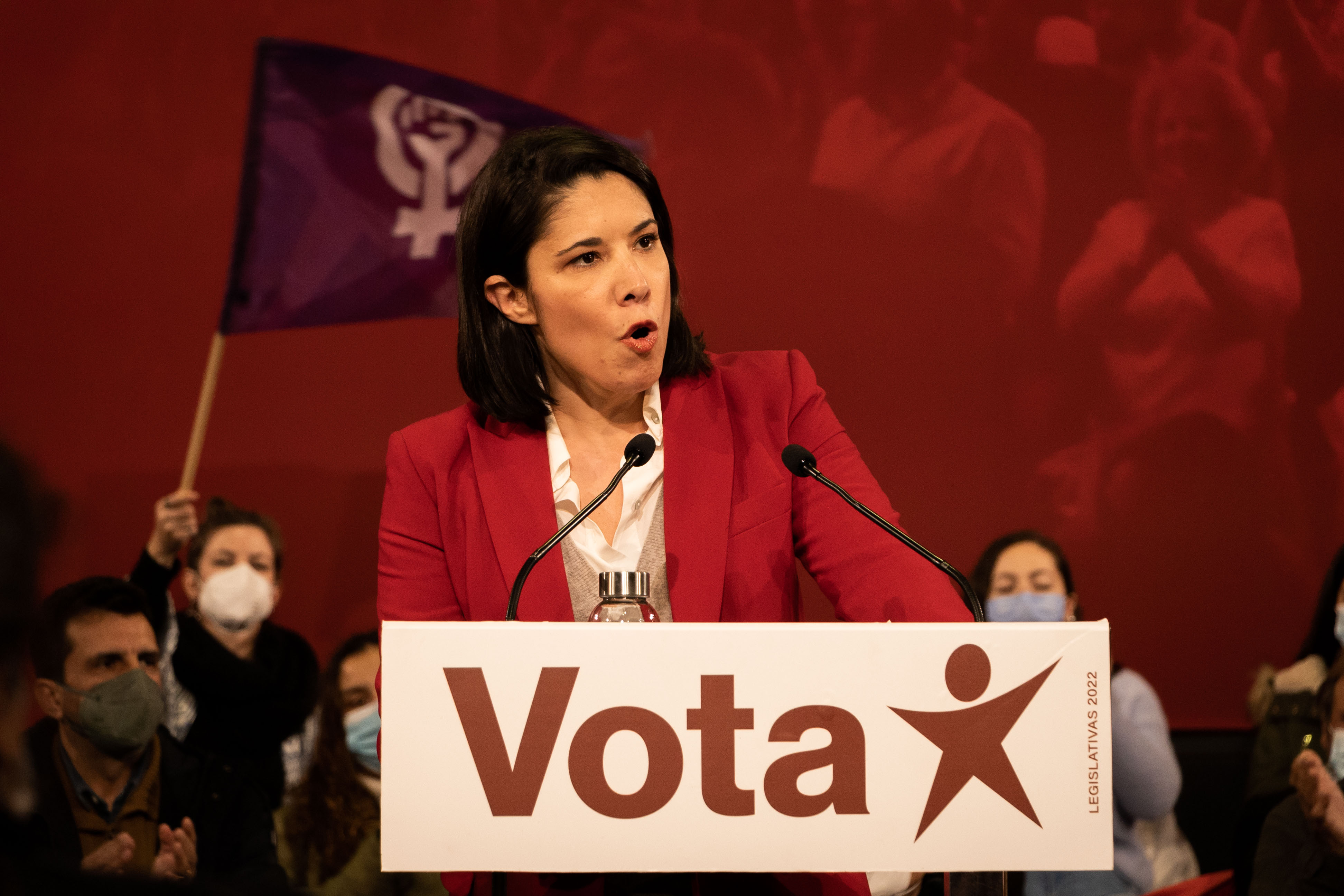
Жуана Мортагуа в 2022 году